# Cuartos de Westminster

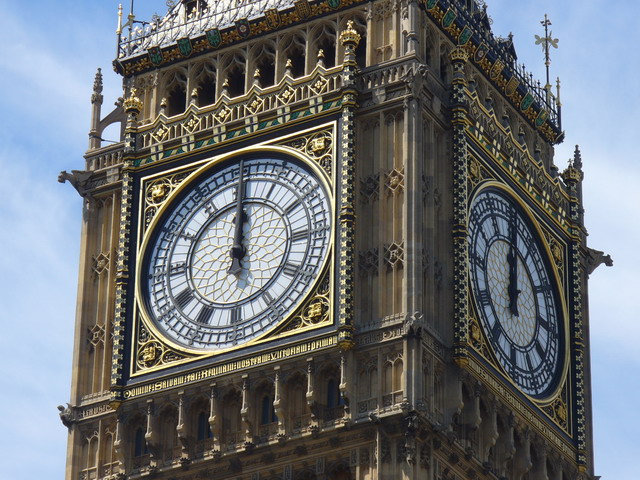
El Big Ben, la campana grave de la melodía

Los Cuartos de Westminster (en inglés Westminster Quarters) es la melodía más común en los relojes con carillón para señalar cada cuarto de hora y hora en punto. Está compuesta por un total de 4 estrofas con letra, una por cada cuarto, y que se canta, según la tradición, cada vez que el reloj toca su melodía. También son conocidos como las campanadas de Westminster (Westminster Chimes) o los cuartos de Cambridge (Cambridge Quarters), por su antigua localización, la iglesia de St. Mary the Great, Cambridge.

## La melodía
La melodía se compone de 4 cuartos y el sonido de una campana grave, el Big Ben, que suena una vez por cada hora, por tanto, a las 5 sonará 5 veces y a las 12 un total de 12 veces. La melodía cambia según la cantidad de cuartos, es decir, si son las 12:00 sonará la sintonía completa y doce campanadas, si son las 12:15 sonará la melodía del primer cuarto, si son las 12:30 sonarán dos cuartos y si son las 12:45 sonarán 3 cuartos. A continuación puedes ver las partituras con las notas:
| Hora y cuarto :     | (1)                                                                                              |
|                     | No se admite la reproducción de audio en este navegador. Se puede descargar el archivo de audio. |
| Hora y media :      | (2)(3)                                                                                           |
|                     | No se admite la reproducción de audio en este navegador. Se puede descargar el archivo de audio. |
| Hora menos cuarto : | (4) (5) y (1)                                                                                    |
|                     | No se admite la reproducción de audio en este navegador. Se puede descargar el archivo de audio. |
| Hora en punto :     | (2) (3) (4) (5) y "Big Ben" Campanada                                                            |
|                     | No se admite la reproducción de audio en este navegador. Se puede descargar el archivo de audio. |